# 黒木愛子
黒木 愛子（くろき あいこ、1985年1月17日 - ）は、近畿地方を拠点に活動している日本のフリーアナウンサー、気象予報士、防災士、健康気象アドバイザー。南利幸が運営する南気象予報士事務所に所属する。

## 来歴
熊本県熊本市で出生の後、兵庫県西宮市で育つ。早稲田大学商学部卒業。東京アナウンスセミナーの7期生。
大学を卒業後、2007年4月に兵庫エフエム放送（Kiss-FM KOBE）に入社。エフエム宮崎（JOY FM）から移籍した落水七重とともに同局のアナウンサーになる。同局では、入社直後の4月4日から『たそがれのA.O.R.』水曜・木曜のアシスタントを務めていた。
翌2008年4月にテレビ信州（TSB）へ移籍。2015年3月に退社するまで同局のアナウンサーを務めた。
退社後、2015年に気象予報士の資格を取得。南気象予報士事務所に所属し、2016年4月から2018年3月までNHK大阪放送局の番組で気象情報を担当した。この当時は舞夢プロとも業務提携していた。
夫の海外赴任に伴い、2019年2月から2020年3月までオーストラリアのメルボルンで生活していた。日本を離れている間、NHKラジオ第1『ラジオ深夜便』で放送の「ワールドネットワーク」でメルボルン現地からのリポートを担当していた。

## 担当番組

### テレビ番組
- ゆうがたGet!（テレビ信州、2008年4月 - 2015年3月） - 金曜キャスター、「ドッキど金」担当[9]
- TSBニュース（テレビ信州）
- Fresh（テレビ信州）
- JAやっぱり！信州（テレビ信州、2010年7月 - 11月）
- 気象情報 近畿ブロック（NHK大阪放送局、2016年4月 - 2018年3月） - 火曜 - 金曜18時前担当、土曜正午前担当
- ウィークエンド関西（NHK大阪放送局、2016年4月9日[10] - 2018年3月31日） - 気象情報担当、「おでかけピックアップ」リポーター
- ニュース シブ5時（NHK・2020年11月24日 - 2021年1月7日）[11]

### ラジオ番組
- たそがれのA.O.R.（Kiss-FM KOBE、2007年4月 - 7月） - 水曜・木曜アシスタント
- Kiss MUSIC PRESENTER（Kiss-FM KOBE、2007年7月 - 8月） - 月曜・火曜パーソナリティ
- PUMP IT UP! FRIDAY（Kiss-FM KOBE、2007年10月 - 12月）
- 宇多田ヒカル "HEART STATION" in KOBE（Kiss-FM KOBE、2008年3月）
- ラジオ深夜便（NHKラジオ第1、2019年4月 - 2020年3月） - 「ワールドネットワーク」リポーター
- マイあさ!（NHKラジオ第1、 2021年4月 - 2022年5月15日[12]、2022年10月1日 - ）（土曜、日曜、祝日担当）